# William Bourne
William Bourne (1535-1582) là nhà toán học người Anh. Ông chính là người đầu tiên trên thế giới thiết kế tàu ngầm. Năm ông vẽ bản thiết kế là năm 1578. Bản thiết kế của ông sau này được Cornelis Drebbel sử dụng để chế tạo chiếc tàu ngầm đầu tiên.